# Sagan (Éthiopie)
Sagan est une ville du sud de l'Éthiopie, située dans la région du Sud. Elle se trouve à 5° 35′ N, 37° 46′ E et à 1 066 mètres d'altitude. Son nom vient de la rivière Sagan.